# Wangi-wangibrilvogel
De wangi-wangibrilvogel (Zosterops paruhbesar) is een zangvogel uit de familie Zosteroidae (brilvogels). De vogel werd in 2022 als nieuwe vogelsoort geldig beschreven. De vogel is endemisch op het Indonesische eiland Wangi-wangi.

## Kenmerken
Uit onderzoek bleek dat deze brilvogel zowel wat betreft uiterlijke kenmerken (morfologisch) als wat betreft DNA verschilt van de andere brilvogelsoorten uit het gebied. Zo heeft deze brilvogel een groter formaat, een grotere snavel en een brede witte oogring.

## Verspreiding
De vogel komt voor op het 155 km² grote eiland Wangi-wangi van de Tukangbasi-eilanden (regentschap Wakatobi) in Zuidoost-Sulawesi.

## Status
De grootte van de populatie is in 2023 geschat op 500-1500 volwassen vogels. Het verspreidingsgebied is erg klein en de soort gaat achteruit door habitatverlies. Op de Rode lijst van de IUCN heeft deze soort daarom de status bedreigd.